# Accord de réadmission
Les accords de réadmission est une convention entre deux États, visant à contraindre l'un d'entre eux d'accepter de recevoir des personnes qui peuvent être, ou non, ses ressortissants, et qui viennent d'être expulsées par l'autre État. Aujourd'hui, de tels accords sont systématiquement inclus dans les accords d'aide au développement : c'est ce qu'on appelle officiellement le « codéveloppement ». Ainsi, le Conseil européen de Séville (2002) exigeait « instamment que, dans tout futur accord de coopération, accord d'association ou accord équivalent que l'Union européenne ou la Communauté européenne conclura avec quelque pays que ce soit, soit insérée une clause sur la gestion conjointe des flux migratoires ainsi que sur la réadmission obligatoire en cas d'immigration illégale. » 

## Accords de réadmission dans les années 1960
Des accords bilatéraux de réadmission ont été passés dans les années 1960 entre la France, la République fédérale d'Allemagne, l'Autriche, la Belgique, le Luxembourg et la Suisse, prévoyant « la réadmission des personnes expulsées ou refoulées », qu'elles soient des nationaux ou des étrangers. Paris a renouvelé ces accords en 1962, 1964 et 1965.

## Accords de réadmission dans les années 1990
De tels accords de réadmission sont courants depuis le début des années 1990 et prennent des formes variées (accord entre l'Allemagne et la Roumanie du 24 septembre 1992, entre l'Allemagne et la Bulgarie le 12 novembre 1992, incluant une aide germanique de 28 millions de marks; accord entre la Suisse et la Hongrie le 5 février 1994; accord de réadmission « en cascade » entre la Pologne et la Bulgarie en août 1993, etc.). Ainsi, en 1995, plus de 120 accords de réadmission ont été signés ou négociés. Le Conseil européen de Tampere (1999) a préconisé leur généralisation.
Lors de la négociation des accords de Cotonou, signés en 2000, entre l'Union européenne et les pays ACP (Afrique, Caraïbes, Pacifique) à la suite de l'expiration de la convention de Lomé, l'UE a inséré une clause-cadre obligeant les États ACP à prévoir des accords de réadmission de leurs ressortissants entrés irrégulièrement dans l'UE .

## Accords passés par la France
En France, l'existence d'un accord de réadmission Schengen, c'est-à-dire avec un État contractant des accords de Schengen, est l'une des conditions sous lesquelles un arrêté de reconduite à la frontière peut être pris. La France a déjà signé avec huit pays d'Afrique ainsi que l'île Maurice des accords de « gestion concertée des flux migratoires » (dont le Burkina Faso) . 
Paris a récemment intégré une clause de réadmission dans un accord de 2008 avec le Sénégal, qui mélange aide au développement, engagement à « faciliter la délivrance de visas de circulation aux ressortissants de l'autre Partie, notamment hommes d'affaires, intellectuels, universitaires, scientifiques, commerçants, avocats, sportifs de haut niveau, artistes », accords de réadmission, assistance des forces françaises du Cap Vert pour la surveillance des côtes sénégalaises, etc .
La France était à l'été 2009 en cours de négociations avec le Mali (dont on estime la population expatriée à 4 millions de ressortissants, 3 millions d'entre eux étant installés en Afrique et 200 000 en Europe, dont 100 000 en France), accord qui était refusé par le député d'opposition Oumar Mariko, dirigeant du groupe parlementaire Parena-SADI (Solidarité africaine pour la démocratie et l'indépendance, parti qui a été présidé par le cinéaste Cheick Oumar Sissoko, diplômé de l'EHESS à Paris) .
Paris a aussi inscrit un tel accord dans le document cadre de partenariat France-Haïti 2008-2012 (chapitre « Immigration et codéveloppement »). Celui-ci, en cours de négociations en août 2009, est contesté par le Collectif Haïti de France, la Plate-forme des associations franco-haïtiennes (PAFHA) et le collectif Migrants outre-mer .

## Algérie
L'Algérie a signé six accords de réadmission avec des pays européens entre 1994 et 2007 (France en 1994, Allemagne, Espagne et Italie, et plus récemment Royaume-Uni et Suisse) .

## Suisse
La Suisse avait signé, en 2006, 39 accords migratoires avec 42 États (dont le Viêt Nam) ; essentiellement des accords de réadmission, parfois assortis de dispositions sur le transit. Elle a signé en 2009 un accord avec la République tchèque, prévoyant l'admission par Prague des personnes d'États tiers ayant transité par ce pays, ainsi que l'obligation « réciproque, générale et sans condition » de réadmission des propres ressortissants.

## Textes réglementaires de l'Union européenne
- Recommandation du Conseil de l'Union européenne du 30 novembre 1994, concernant un accord type bilatéral de réadmission entre un État membre et un pays tiers.

- Recommandation du Conseil de l'Union européenne du 24 juillet 1995, concernant les principes directeurs à suivre lors de l'élaboration de protocoles sur la mise en œuvre d'accords de réadmission.